# HK Express
Hong Kong Express Airways Limited (более известна как HK Express и Hong Kong Express), (кит.:香港快运航空; пиньинь: Xiānggǎng Kuàiyùn Hángkōng) — гонконгская бюджетная авиакомпания, которая полностью принадлежит Cathay Pacific. Сеть авиакомпании насчитывает 27 направлений из Международного аэропорта Гонконга, где авиакомпания и базируется. С 2016 года, член альянса U-FLY Alliance.

## История

### 2004—2006: Основание авиакомпании
Hong Kong Express Airways Limited была основана 10 марта 2004 года. Авиакомпания принадлежала предпринимателю Стэнли Хо. В апреле 2005 года, авиакомпания получила разрешение на перевозку пассажиров, груза и почты по 15 выбранным направлениям из Гонконга в Континентальный Китай, а через месяц она получила разрешение на регулярные рейсы ещё в 5 городов Китая — Чунцин, Гуанчжоу, Ханчжоу, Нанкин и Нинбо. В июле того же года, авиакомпании был выдан сертификат эксплуатанта на самолёты Embraer 170, 2 из которых были доставлены в авиакомпанию в этом же месяце. До мая 2006 года, в авиакомпании появилось ещё 4 самолёта Embraer 170.

### 2006—2013: Смена владельца и расширение
3 августа 2006 года, HNA Group купила 45% акций авиакомпании. По условиям соглашения, авиакомпания останется зарегистрированной в Гонконге и маршрутная сеть изменяться не будет. Аналитики говорили, что у HNA Group одна из самых слабых международных сетей направлений среди всех китайских авиакомпаний, а благодаря покупке авиакомпаний CR Airways и Hong Kong Express, Hainan Airlines получила возможность расшириться международно через свои дочерние гонконгские авиакомпании.
В январе 2008 года, Hong Kong Express анонсировала, что до конца года во флот авиакомпании будет добавлено 6 самолётов Boeing 737-800.

### 2013—2019: Преобразование в бюджетную авиакомпанию
26 июня 2013 года, авиакомпания заявила о трансформации авиакомпании в бюджетную и переименовании в HK Express. Первые рейсы Hong Kong Express в качестве бюджетной авиакомпании выполнила 27 октября того же года. Позже, были открыты рейсы в Токио, Пинанг, Осаку, Фукуоку, Сеул и в Бусан. В плане авиакомпании была покупка пяти Airbus A320 в 2014, а к 2018 году, флот авиакомпании должен был насчитывать 30 самолётов Airbus A320.
9 ноября 2017 года, Департамент гражданской авиации Гонконга запретил HK Express открывать новые рейсы, маршруты и добавлять самолёты в свой флот вплоть до 30 апреля 2018 года. Это привело к отмене 18 рейсов в Осаку, Нагою и в Сеул во время «Золотой недели» в Китае. Всё же, позже была разрешена поставка четырёх новых самолётов при условии того, что они будут использоваться на уже существующих рейсах.

### 2019—Настоящее время: Смена владельца
В феврале 2019 года, руководство Cathay Pacific подтвердило свою заинтересованность в полном или частичном выкупе HK Express у нынешнего владельца HNA Group.
25 марта того же года, газета South China Morning Post сообщила о том, что Cathay Pacific согласилась купить авиакомпанию за 4,93 млрд гонконгских долларов (628 млн долларов США). В тот момент, HK Express эксплуатировала 23 самолёта Airbus A320 по 25 маршрутам из Гонконга по Азии. После завершения процесса выкупа авиакомпании, HK Express должна стать дочерней авиакомпанией Cathay Pacific.
19 июля 2019 года, Cathay Pacific заявила о полном выкупе авиакомпании. HK Express продолжит выполнять уже существующие рейсы в качестве бюджетной авиакомпании.

### COVID-19
HK Express приостановила все свои рейсы с 23 марта до 30 апреля 2020 года в связи с распространением COVID-19.

## Направления
Hong Kong Express выполняет 27 рейсов по Азии из Гонконга (Камбоджа, Китай, Япония, Северные Марианские острова, Сингапур, Южная Корея, Тайвань, Таиланд и Вьетнам).

## Флот

### Парк воздушных судов
По состоянию на январь 2022 года, флот авиакомпании состоит из следующих типов самолётов: